# Anna Schmidt
Anna Katarzyna Schmidt, anteriormente Schmidt-Rodziewicz, (Jarosław, 11 de noviembre de 1978) es una política polaca, perteneciente al partido de derecha Ley y Justicia. Desde 2015 es miembro del Sejm en representación del distrito electoral de Krosno.
Entre 2019 y 2020 fue secretaria de estado en la Cancillería del Primer Ministro y plenipotenciaria del Primer Ministro para el diálogo internacional. Desde 2020 es plenipotenciaria del gobierno para la igualdad de trato y secretaria de estado en el Ministerio de Familia, Trabajo y Política Social.

## Biografía
En 2003 se graduó en sociología en la Facultad de Ciencias Sociales de la Universidad Católica de Lublin. Trabajó como profesora de inglés, además de empleada en la oficina del distrito y en el ayuntamiento de Jarosław.
Se involucró en actividades políticas dentro del partido Ley y Justicia (PiS). Entre 2005 y 2007, trabajó en un gabinete político en la Cancillería del Primer Ministro; luego se convirtió en asesora del vicepresidente del PiS, Adam Lipiński.
En 2011, se postuló sin éxito para el Sejm en el distrito electoral de Krosno. Junto con un grupo de varios otros jóvenes activistas, participó activamente en la campaña electoral del partido Ley y Justicia. Los medios calificaron a este grupo como «los ángeles de Jarosław Kaczyński».
En 2014, fue elegida concejal del Sejmik del Voivodato de Subcarpacia, asumiendo el cargo de vicepresidenta del club del consejo PiS y presidenta del Comité de Educación, Cultura y Cultura Física. En las elecciones parlamentarias de 2015, se presentó nuevamente al Sejm en el distrito electoral de Krosno. Resultó electa para la octava legislatura, recibiendo 16.134 votos. El 18 de junio de 2019, fue nombrada secretaria de Estado en la Cancillería del Primer Ministro y plenipotenciaria del Primer Ministro para el diálogo internacional.
En las elecciones de 2019, se presentó con éxito a la reelección parlamentaria, recibiendo 26.246 votos. El 5 de marzo de 2020 fue nombrada secretaria de Estado en el Ministerio de Familia, Trabajo y Política Social y plenipotenciaria del Gobierno para la igualdad de trato. Desde octubre de 2020, tras transformaciones en la estructura de gobierno, se desempeña como secretaria de Estado en el Ministerio de Familia y Política Social.

## Resultados electorales

### Sejm
|  | 4,94 % |

|  | 53,51 % |

|  | 6,72 % |

|  | 63,36 % |